# Julio Zamora
Julio Alberto „Negro” Zamora Ureña (ur. 11 marca 1966 w Rosario) – argentyński piłkarz, grający podczas kariery na pozycji napastnika, trener piłkarski.

## Kariera klubowa
Julio Zamora rozpoczął karierę w drugoligowym Newell’s Old Boys Rosario w 1985. W sezonie 1985 zadebiutował w argentyńskiej ekstraklasie. Jego gra szybko została zauważona i latem 1987 trafił do hiszpańskiego Atlético Madryt. W Atlético nie zdołał przebić się do składu i w trakcie sezonu został wypożyczony do CE Sabadell FC. W hiszpańskiej ekstraklasie zadebiutował 6 września 1987 w przegranym 0-1 meczu z Cádiz CF. Ostatni raz w barwach Sabadell wystąpił 20 marca 1988 zremisowanym 0-0 meczu z Realem Valladolid. W lidze hiszpańskiej rozegrał 16 meczów, w których zdobył 2 bramki. Sabadell nie zdołało się utrzymać w ekstraklasie a Zamora wobec małych perspektyw na grę w Atlético powrócił do Argentyny, gdzie został zawodnikiem River Plate.
Z River Plate zdobył mistrzostwo Argentyny w 1990. W 1990 powrócił do Newell’s Old Boys, w którym grał przez trzy kolejne sezony. Z NOB dwukrotnie zdobył mistrzostwo Argentyny w 1991 i Clausura 1992. W sierpniu 1993 Zamora przeszedł do meksykańskiego Cruz Azul. W lidze meksykańskiej zadebiutował 19 września 1993 w wygranym 3-0 meczu z Club América. Z Cruz Azul zdobył Puchar Mistrzów CONCACAF w 1996. 24 listopada 1996 w przegranym 0-4 meczu z Deportivo Toluca po raz ostatni wystąpił w lidze. Ogółem w lidze meksykańskiej Zamora rozegrał 88 meczów, w których zdobył 32 bramki. Po powrocie do Argentyny po raz trzeci został zawodnikiem Newell’s Old Boys. W NOB Zamora pożegnał się z ligą argentyńską, w której w latach 1985-1998 rozegrał 228 meczów, w których strzelił 44 bramki. W 1999 był zawodnikiem boliwijskiego Club Jorge Wilstermann. Piłkarską karierę Zamora zakończył w drugoligowym CA Platense w 2000.
| Sezon     | Klub                      | Kraj      | Rozgrywki          | Mecze | Bramki |
| --------- | ------------------------- | --------- | ------------------ | ----- | ------ |
| 1985      | Newell’s Old Boys Rosario | Argentyna | Primera División   | ?     | ?      |
| 1985/86   | Newell’s Old Boys Rosario | Argentyna | Primera División   | ?     | ?      |
| 1986/87   | Newell’s Old Boys Rosario | Argentyna | Primera División   | ?     | ?      |
| 1987/88   | Atlético Madryt           | Hiszpania | Primera División   | 0     | 0      |
| 1987/88   | CE Sabadell FC            | Hiszpania | Primera División   | 16    | 2      |
| 1988/89   | River Plate               | Argentyna | Primera División   | 25    | 4      |
| 1989/90   | River Plate               | Argentyna | Primera División   | 23    | 4      |
| 1990/91   | Newell’s Old Boys Rosario | Argentyna | Primera División   | 35    | 7      |
| 1991/92   | Newell’s Old Boys Rosario | Argentyna | Primera División   | 19    | 4      |
| 1992/93   | Newell’s Old Boys Rosario | Argentyna | Primera División   | 30    | 2      |
| 1993/94   | Cruz Azul                 | Meksyk    | Primera División   | 24    | 8      |
| 1994/95   | Cruz Azul                 | Meksyk    | Primera División   | 32    | 17     |
| 1995/96   | Cruz Azul                 | Meksyk    | Primera División   | 31    | 8      |
| 1996      | Cruz Azul                 | Meksyk    | Primera División   | 13    | 1      |
| 1996/97   | Newell’s Old Boys Rosario | Argentyna | Primera División   | 13    | 2      |
| 1997/98   | Newell’s Old Boys Rosario | Argentyna | Primera División   | 22    | 6      |
| 1998/99   | Newell’s Old Boys Rosario | Argentyna | Primera División   | 13    | 1      |
| 1999      | Club Jorge Wilstermann    | Boliwia   | LFPB               | 15    | 1      |
| 1999/2000 | CA Platense               | Argentyna | Primera B Nacional | 19    | 3      |
| 2000/01   | CA Platense               | Argentyna | Primera B Nacional | 0     | 0      |

## Kariera reprezentacyjna
W reprezentacji Argentyny Zamora zadebiutował 26 listopada 1992 w wygranym 2-0 towarzyskim meczu z Polską. W 1993 zdobył Copa América. Na turnieju w Ekwadorze był rezerwowym i nie wystąpił żadnym w meczu. Ostatni raz w reprezentacji Zamora wystąpił 29 sierpnia 1993 w zremisowanym 3-0 meczu eliminacji Mistrzostw Świata z Paragwajem. Ogółem w barwach albicelestes wystąpił w 3 meczach.
| Mecze i gole w reprezentacji | Mecze i gole w reprezentacji | Mecze i gole w reprezentacji | Mecze i gole w reprezentacji | Mecze i gole w reprezentacji | Mecze i gole w reprezentacji | Mecze i gole w reprezentacji |
| #                            | Data                         | Miasto                       | Przeciwnik                   | Gol                          | Wynik                        | Rozgrywki                    |
| ---------------------------- | ---------------------------- | ---------------------------- | ---------------------------- | ---------------------------- | ---------------------------- | ---------------------------- |
| 1.                           | 26.11.1992                   | Buenos Aires                 | Polska                       |                              | 2:0                          | towarzyski                   |
| 2.                           | 15.08.1993                   | Barranquilla                 | Kolumbia                     |                              | 1:2                          | el. MŚ                       |
| 3.                           | 29.08.1993                   | Buenos Aires                 | Paragwaj                     |                              | 0:0                          | el. MŚ                       |